# 孙晓山
孙晓山（1955年—），山东高青人，汉族，中华人民共和国政治人物、全国人民代表大会江西地区代表。
毕业于华东水利学院农田水利工程专业。加入中国共产党。担任江西省水利厅厅长。2008年起担任全国人大代表。2013年，担任全国人大代表。